# Нехтий, Владимир Николаевич
Влади́мир Никола́евич Нехти́й (20 февраля 1951, Краматорск, СССР) — советский футболист, нападающий.

## Карьера
С 1968 по 1970 год играл за краматорский «Авангард», в сезонах 1968 и 1970 годов провёл 29 матчей и забил 3 гола, ещё 1 мяч забил в сезоне 1969 года. В 1970 году был в составе одесского «Черноморца», однако на поле не выходил.
С 1971 по 1975 год защищал цвета ставропольского «Динамо», принял участие в 134 встречах команды, забил 25 голов. С 1975 по 1976 год выступал за «Кубань», в 60 матчах отметился 7 мячами, и ещё 1 встречу провёл в Кубке СССР.
С 1977 по 1978 год играл за карагандинский «Шахтёр», в 49 матчах забил 6 голов. Затем с 1978 по 1979 год выступал за «Кайрат», в составе которого дебютировал в Высшей лиге СССР, где провёл за два сезона 44 встречи и забил 2 мяча. Кроме того, забил 1 гол в турнире дублёров Высшей лиги в 1979 году.
В 1994 году в составе сборной Казахстана стал бронзовым призёром Всемирных игр ветеранов в Австралии. Мастер спорта международного класса Казахстана. После завершения карьеры игрока работал детским тренером в Краматорске.

## Семья
Отец троих детей. Старший сын Руслан 1973 года рождения — музыкант живёт в Санкт—Петербурге, средний — Павел Коротоякский, 1976 года рождения, живёт и работает в Новом Уренгое, младший сын Владислав, как и отец, футболист, воспитанник академии донецкого «Шахтера».